# 성경 복귀 운동

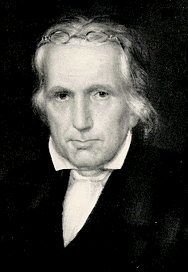
토마스 캠벨

성경 복귀 운동(聖經 復歸 運動, 영어: Restoration Movement)은 19세기 초반 미국에서 벌어진 종교 운동으로 제2차 대각성의 영향 아래에서 전개되었다. 바턴-캠벨 운동 또는 환원주의 운동, 환원 운동이라고 부르기도 한다. 개신교 내에서 급진적인 교회 재건을 주장한다. 급진적인 개혁주의 영향의 회중교회 사상과 결합된 개신교의 급진적 재건주의 사상이다. 교회는 기존의 기독교 교리와 전통보다 성경만을 중심으로 삼아야 한다는 주장으로 사회적으로는 보수적인 입장의 운동이다. 대한민국에서는 그리스도의 교회가 환원주의 사상을 따르며 설립된 교단이다.

## 역사와 철학
토머스 캠벨(Thomas Campbell)과 그의 아들인 알렉산더 캠벨(Alexander Campbell)이 설립한 사도 교회(Disciples of Christ), 바턴 스톤(Barton Stone)이 설립한 크리스천 처치(Christian Church)가 1832년에 합병되면서 추진되었다.
1809년 토머스 캠벨이 공개한 《워싱턴 기독교 협회의 선언 및 연설》(Declaration and Address of the Christian Association of Washington)에는 "교회는 성경으로 돌아가야 한다. 예수 그리스도를 섬기는 교회는 하나이다."라는 내용이 포함되어 있다. 기독교 신자는 모든 사람의 의견이나 당파를 반영하는 교리와 전통에서 벗어나고 성경(특히 신약성경)에 근본을 두는 초기 개신교 사상을 이어받는 것이 취지이다.

## 같이 보기
- 그리스도의 교회

## 참고 문헌
- Douglas Allen Foster and Anthony L. Dunnavant, The Encyclopedia of the Stone-Campbell Movement: Christian Church (Disciples of Christ), Christian Churches/Churches of Christ, Churches of Christ, William B. Eerdmans Publishing Co., 2004, ISBN 0-8028-3898-7, ISBN 978-0-8028-3898-8